# Золотов Юрій Іванович
Юрій Іванович Зо́лотов (16 січня 1930, Нижньо-Волзький край — 11 серпня 2005, Київ) — український художник і педагог; член Спілки радянських художників України з 1970 року. Батько художника Костянтина Золотова.

## Біографія
Народився 16 січня 1930 року в Нижньо-Волзькому краї (нині Саратовська область, Російська Федерація). Протягом 1944—1949 років навчався в Київській середній художній школі, був учнем Володимира Бондаренка; у 1954—1960 роках — у Київському художньому інституті у Івана-Валентина Задорожного. Дипломна робота — ілюстрації та оформлення до поеми «Павлик Морозов» Степана Щипачова (ліногравюра, гуаш; керівник Іларіон Плещинський).
Після здобуття вищої освіти працював у Києві: у 1961 році — художнім редактором видавництва «Мистецтво»; з 1961 року — у видавництві «Радянська школа», де у 1967—1069 роках обіймав посаду головного художника; у 1969—1973 роках викладав у Київській середній художній школі (серед учнів: Гліб Вишеславський). Співпрацював також із київськими видавництвами «Дніпро», «Молодь», «Веселка».
Мешкав у Києві в будинку на вулиці Дорогожицькій, № 30А, квартира № 3 та у будинку на вулиці Сім'ї Сосніних, № 12А, квартира № 5. Помер у Києві 11 серпня 2005 року.

## Творчість
Працював у галузях станкової та книжкової графіки, станкового живопису. Серед робіт:
- графіка: «На Труханів острів» (1963, офорт), «Першотравневий парк» (1963, м'який лак, акватинта), «Старі дуби» (1974, акварель);
- живопис: «Квітуче дерево» (1980), «Польові квіти» (1992).

оформив книги
- «Господарі Охотських гір» Івана Багмута (1961);
- «Дикий собака Дінго, або Повість про перше кохання[ru]» Рувима Фраєрмана (1964 і 1975);
- «Чайковский» Євгена Гребінки (1966);
- «Повторение пройденного» Сергія Баруздіна (1967);
- хрестоматія «Античная литература» Олександра Білецького (1968);
- «Зачарована Десна» Олександра Довженка (1969);
- «Философский камень» Сергія Сартакова (1969);
- «Дерсу Узала» Володимира Арсеньєва (1973);
- збірка «Українська РСР у Великій Вітчизняній війні Радянського Союзу 1941—1945 рр.» (3-томник, 1975).

Брав участь у всеукраїнських, всесоюзних мистецьких виставках з 1963 року.
Окремі роботи зберігаються у Севастопольському художньому музеї.